# Пилипенко, Андрей Леонидович
Андрей Леонидович Пилипенко (укр. Андрій Леонідович Пилипенко; род. 6 апреля 1971, Жданов, Донецкая область) — советский и украинский футболист, защитник.

## Биография
Начал карьеру в 1989 году в мариупольском «Новаторе», выступавшем во Второй лиге СССР. После перерыва вернулся в мариупольскую команду, носившую уже название «Азовец», в 1992 году и играл за неё до 1995 года в Первой и Второй лигах Украины. С 1995 по 1997 год представлял северодонецкий «Химик» в Первой лиге Украины. Зимой 1998 года перешёл в луганскую «Зарю», где играл до конца 2002 года в Первой и Второй лигах. Некоторое время являлся капитаном команды. Первую половину 2003 года провёл в «Молнии» из Северодонецка в любительском чемпионате Украины. Во второй половине года играл за «Кайсар» в чемпионате Казахстана. Завершил профессиональную карьеру в 2009 году, выступая за «Ильичёвец-2» во Второй лиге Украины.
Тренерскую карьеру начал в 2006 году, работая с «Ильичёвцем-2». С 2011 года работал в клубной системе мариупольского клуба молодёжным тренером на разных должностях.
После российского вторжения в октябре 2022 года принял участие в товарищеском матче в Крыму, где команды играли в футболках Z и V. В это же время возглавил команду Мариупольского государственного университета на Кубке Содружества среди студентов, пошедшем в Евпатории. Параллельно с этим тренировал мариупольскую «Олимпию», игравшую в зимнем первенстве ДНР, а костяк команды составляли игроки студенческой сборной. В 2023 году дебютировал вместе с МГУ в НСФЛ России, а с «Олимпией» в Кубке Содружества.